# Grootoogbaarzen
Grootoogbaarzen (Priacanthidae) vormen een familie van vissen uit de orde van baarsachtigen (Perciformes). De familie bestaat uit zoutwatervissen.

## Kenmerken
De vissen hebben, zoals de naam aangeeft, opmerkelijke grote ogen, geschikt voor nachtelijke jacht. Ze zijn gewoonlijk felrood, al bestaan er ook andere kleurenpatronen. De meeste vissen bereiken een lengte van ongeveer 30 centimeter, hoewel enkele soorten lengtes tot meer dan 50 centimeter kunnen bereiken.

## Verspreiding en leefgebied
Grootoogbaarzen worden aangetroffen in tropische en subtropische delen van de Atlantische, Indische en Grote Oceaan. Sommige vissen worden gevangen voor de consumptie.

## Evolutie
De eerste soorten uit deze familie zijn ontstaan in het Eoceen of laat Tertiair, ruwweg 40 tot 50 miljoen jaar geleden.

## Geslachten
Er worden 18 soorten in 4 geslachten onderscheiden:
- Cookeolus Fowler, 1929
- Heteropriacanthus Fitch & Crooke, 1984
- Priacanthus Oken, 1817
- Pristigenys Agassiz, 1835